# A Real Dead One
A Real Dead One är ett livealbum med det brittiska heavy metal-bandet Iron Maiden. Vid omsläppet till CD 1998 så hamnade det tillsammans med ett annat livealbum; A Real Live One som tillsammans blev A Real Live/Dead One. Albumet består av konserter inspelade på olika platser i Europa under åren 1992 och 1993.
Nådde plats två på den brittiska topplistan och nummer fjorton på den svenska topplistan.

## Låtlista
1. "The Number Of The Beast" (Harris) - Inspelad i Valby Halle, Köpenhamn, Danmark, den 25 augusti 1992
2. "The Trooper" (Harris) - Inspelad i Ishallen, Helsingfors, Finland, den 5 juni 1992
3. "Prowler" (Harris) - Inspelad i Palaghiacco, Rom, Italien, den 30 april 1993
4. "Transylvania" (Harris) - Inspelad i Grughalle, Essen, Tyskland, den 17 april 1993
5. "Remember Tomorrow" (Harris - Di'Anno) - Inspelad i Grughalle, Essen, Tyskland, den 17 april 1993
6. "Where Eagles Dare" (Harris) - Inspelad i Rijnhal, Arnhem, Holland, den 9 april 1993
7. "Sanctuary" (Iron Maiden) - Inspelad i Neuchatel, Lausanne, Schweiz, den 27 maj 1993
8. "Running Free" (Harris - Di'Anno) - Inspelad Neuchatel, Lausanne, Schweiz,den 27 maj 1993
9. "Run to the Hills" (Harris) - Inspelad i Vítkovice Sports Hall, Ostrava, Tjeckien, den 5 april 1993
10. "2 Minutes to Midnight" (Smith - Dickinson) - Inspelad i Elysee Montmartre, Paris, Frankrike, den 10 april 1993
11. "Iron Maiden" (Harris) - Inspelad i Ishallen, Helsingfors, Finland, den 5 juni 1992
12. "Hallowed Be Thy Name" (Harris) - Inspelad i Olympiastadion, Moskva, Ryssland, den 4 juni 1993

## Singlar
- "Hallowed Be Thy Name" (Harris) - Släpptes den 4 oktober, 1993. Livesingel med "Hallowed Be Thy Name", "Wasted Years", "The Trooper" och "Wrathchild". Nådde nionde platsen på brittiska singellistan och 37 på den svenska.

## Banduppsättning
- Bruce Dickinson (Sång)
- Steve Harris (bas)
- Dave Murray (Gitarr)
- Janick Gers (Gitarr)
- Nicko McBrain (Trummor)